# Fiat 503
Fiat 503 este o autovettura de gamă medie, produsă de FIAT între 1926 și 1927.
Fiat 503 se baza pe aceeași mecanică a Fiat 501 și Fiat 502, dar dispunea de un șasiu mai lung și un motor mai puternic, având exact 27 cai putere (la 3000 rotatii pe minut). Cilindreea a rămas aceeași cu a modelelor anterioare, respectiv 1.460 cm³, iar propulsorul era cu patru cilindri. Transmisia era manuală cu patru trepte. Spre deosebire de modelele precedente, frânele erau montate pe cele patru roți.
Sistemul de aprindere era cu magnet, iar vehiculul dispunea de patru locuri, atingând o viteză maximă de 72,5 km/h. Modelul era de tracțiune spate. Modelul era de tracțiune spate.
Deși a fost produs doar pe parcursul a doi ani, modelul Fiat 503 a fost fabricat în 42.421 de exemplare, în variantele, berlină, limuzină și cabriolet.